# Boulder Junction
Boulder Junction – miasto w Stanach Zjednoczonych, w stanie Wisconsin, w hrabstwie Vilas.